# グリューンベルク

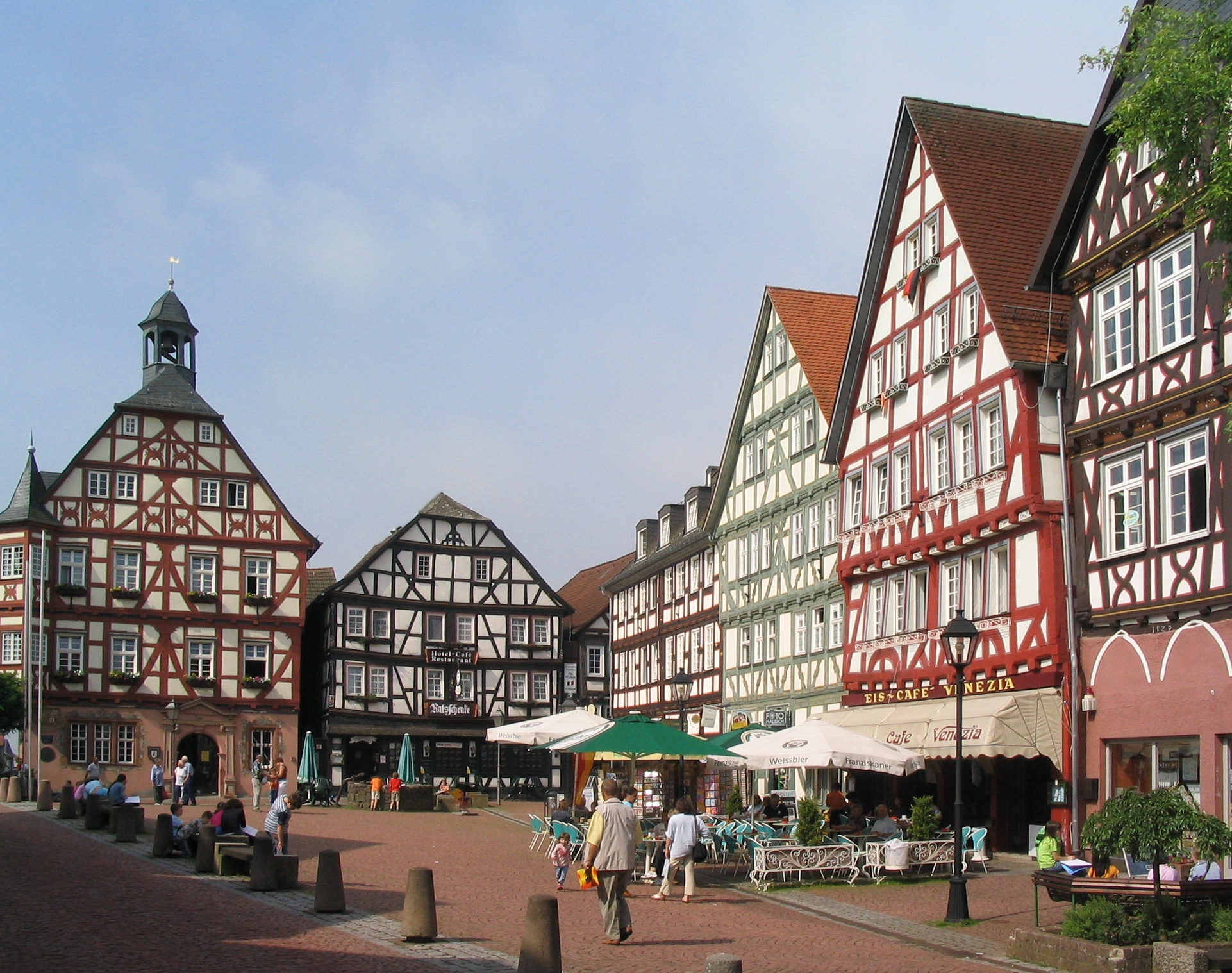
グリューンベルクのマルクト広場

グリューンベルク (ドイツ語: Grünberg, ドイツ語発音: [ˈgryːnbɛrk]) は、ドイツ連邦共和国ヘッセン州ギーセン郡に属す市である。本市は州が指定するルフトクアオルト（空気の清浄な保養地）である。

## 地理
フォーゲルスベルク山地北西部のわずかな部分がグリューンベルクの市域に含まれる。本市を北から南にエッシャースバッハ川が流れている。

### 隣接する市町村
グリューンベルクは、北はホムベルク (オーム)、北東はミュッケ、東はウルリヒシュタイン（以上、いずれもフォーゲルスベルク郡）、南はラウバッハ、西はライスキルヒェン、北西はラーベナウ（以上、ギーセン郡）と境を接している。

### 市の構成
グリューンベルクは、中核市区とその他の 13市区からなる。本市に属す市区は以下の通りである。
| - ベルタースハイン - ゲーベルンロート - グリューンベルク - ハールバッハ - クライン＝アイヒェン - ラールデンバッハ - レーンハイム | - ルムダ - クヴェックボルン - ラインハルツハイン - シュタンゲンロート - シュトックハウゼン - ヴァイカルツハイン - ヴァイタースハイン |

## 歴史

### 中世
テューリンゲン方伯ルートヴィヒ3世は、12世紀末頃、敵対するマインツ大司教から領土の南部を護るためにグリューンベルクを建設した。それは、三方が急な下り斜面になった平地上にあり、戦略的に極めて好立地であった。グリューンベルク城 (Castrum Gruninberc) は1186年に初めて文献に記録されている。グリューンベルクは、1222年に初めて「シュタット」（都市）と呼ばれている。
1195年にマインツ軍がこの城を破壊した。城は速やかに再建された。今度は初めから、都市を取り囲むような、より大きな城が計画された。1222年にはすでにグリューンベルク市の権利に関する書面が作成され、方伯のものと類似した印章が使用された。
市壁内の、急峻な南斜面近くに方伯の城があった。市民の居住地域はこれに隣接していた。比較的防御の薄い北部には修道院があった。何者かがこの街を攻撃しようとすれば、真っ先に修道院を破壊する必要があった。しかしこれは、破門という結果を引き起こした。

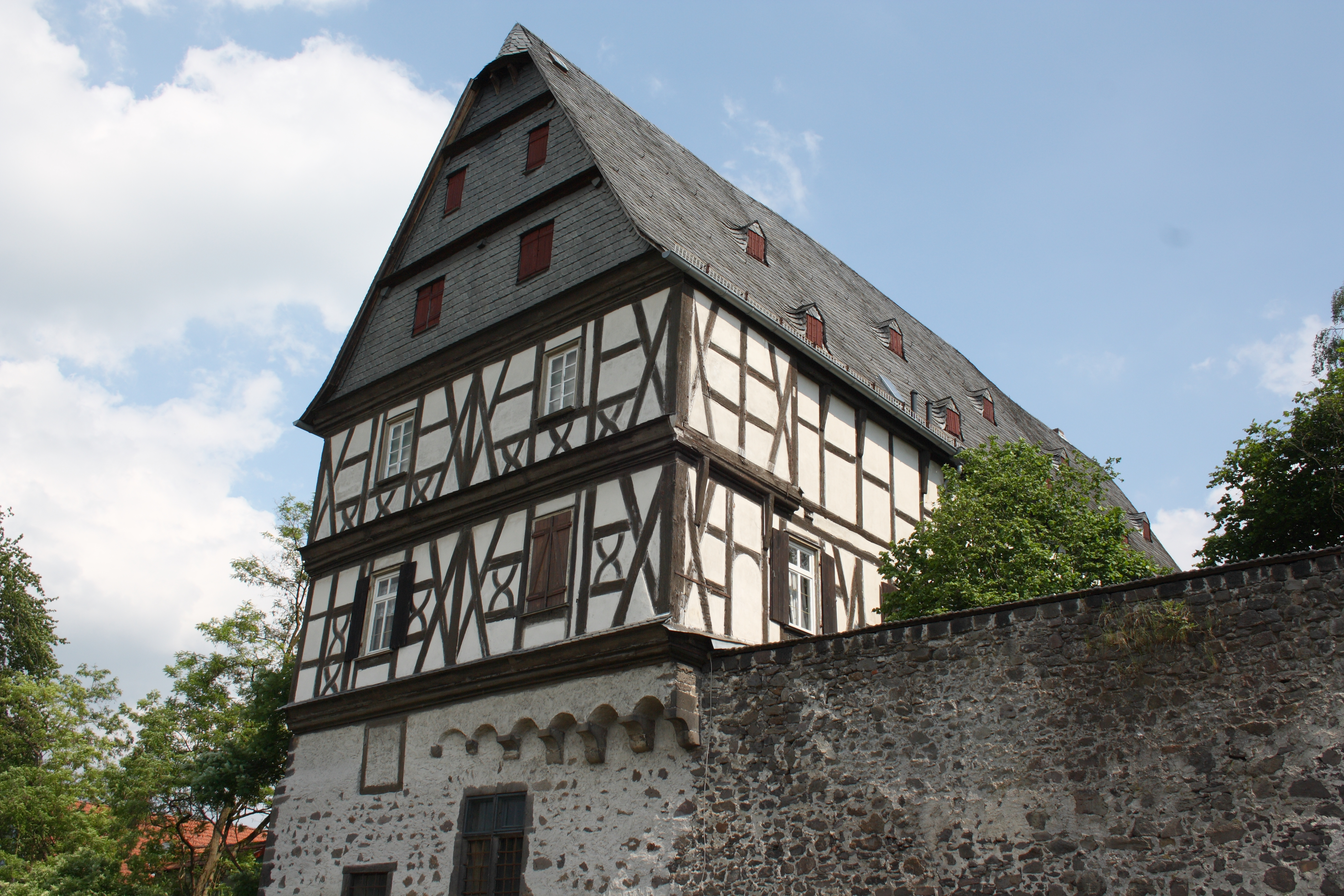
アントニウス会グリューンベルク修道院

おそらく1193年頃に創設されたアントニウス会グリューンベルク修道院は、この街で最も古く、最も重要なものの一つであった。1200年頃には、施療院をもつ簡素な修道院に過ぎなかったが、2本の主要な交通路に近いという戦略上の好立地のため、時代とともにやがてアントニウス修道会総長の所在地にまで発展した。子修道院の設立により、その影響地域は、最大時にはヘッセンのフリートベルクからベルゲン（ノルウェー）のノンネゼーター修道院まで、ヴェッツラーから現在のラトビアにあったリェルヴァーデ にまで及んだ。最初の支部修道院は、1222年6月7日にヴィスマール近郊に設けられたテンプツィン修道院である。
そのやや後にフランシスコ会もグリューンベルクに定住した。
1230年にはすでにグリューンベルクに貨幣鋳造所があった。グリューンベルクは、1254年にマールブルクやアルスフェルトなど多くの大都市とともに「ライン都市同盟」に加盟した。
1272年10月16日にヘッセン方伯ハインリヒ1世はグリューンベルクに特許状を発し、その都市としての諸権利を保証した。彼はすべての市民に自由を与え、裁判権を彼らの下に置いた。
都市は発展した。13世紀末にゴシック様式のマリエン教会が建設された。この教会はマールブルクのエリーザベト教会をモデルとしている。1304年には市壁の前に建設されたノイシュタットが初めてこの名前で呼ばれている。1324年にこのノイシュタットも包含する新しい防御壁が建設された。1353年に市は最初の学校を完成させた。
市民の精励は、間違いなくこの街の富の源泉であった。しかし、より重要だったのはフランクフルト・アム・マインからドイツ中部への主要交易路沿いという立地条件であった。この街道は「クルツェ・ヘッセン」あるいは「ホーエ・シュトラーセ」と呼ばれた。1370年と1391年の 2度の大火が市のほぼ全域を廃墟に化した。方伯の援助により再建は急速に進行した。しかし、グリューンベルクがかつての重要性を獲得することはなかった。

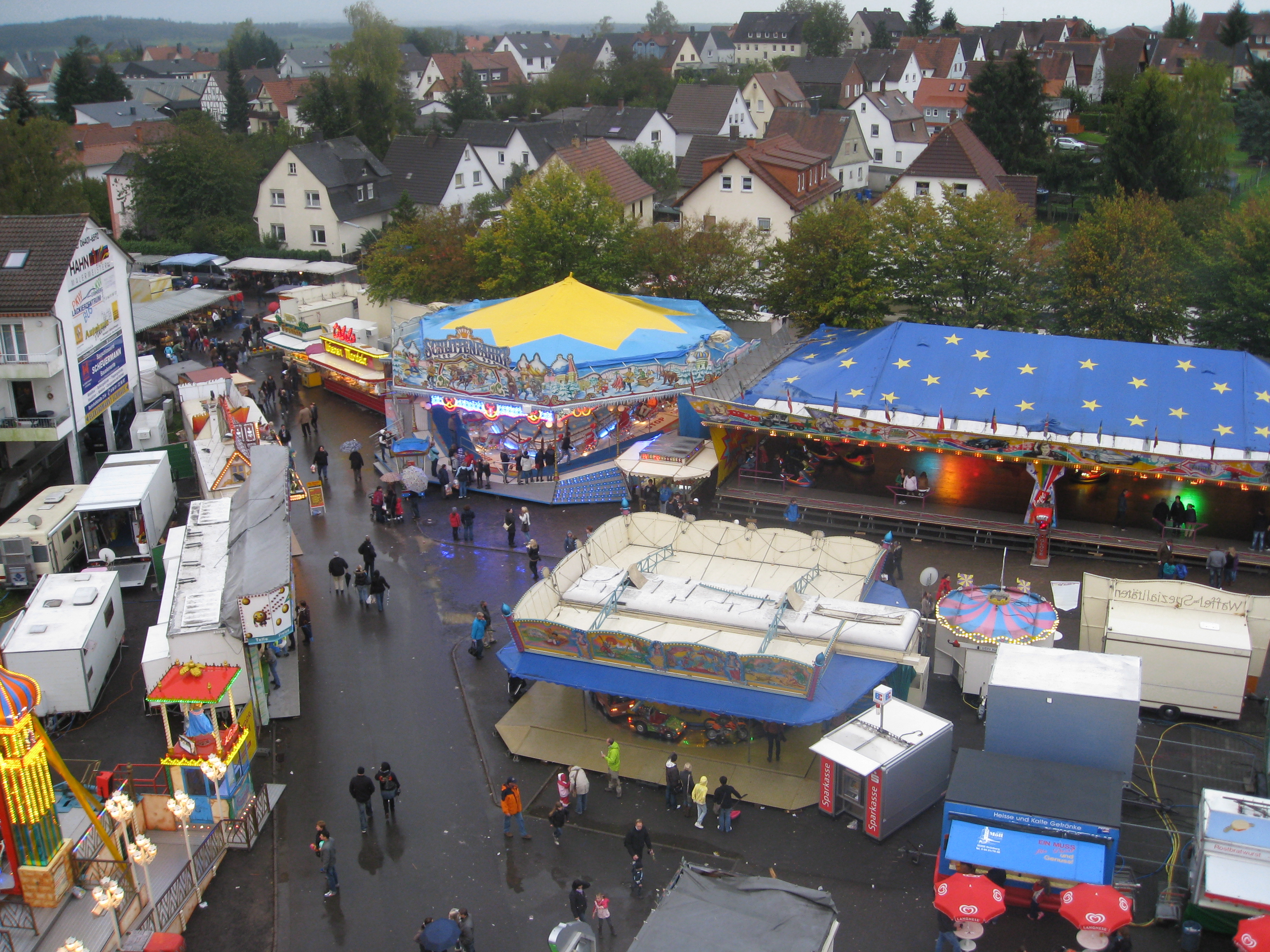
2011年10月のガルスマーケットの様子

1419年に、この街に集約的な上水供給システムが設けられた。これには当時としては最新の技術が盛り込まれた。深さ 60 m の泉の谷から原水が機械的に汲み上げられ山上に運ばれた。皇帝フリードリヒ3世は、1481年に年に1度、8日間のガルスマーケットを設けた。この街では10月16日が聖ガルスを記念する日と定められていた。これは1272年に特許状で認められていた。ガルスマーケットは現在でも毎年開催されている。

### 歴史的名称
この街は、歴史資料中、時代によって様々な名称で記録されている。
- Gruninberc (1186年)
- Grunenberg (1194年)
- Gruninberc, in (1222年)
- Grunberc (1258年)
- Gruenenberg (1343年)
- Grunenburg, zue (1364年)
- Grunbergk (1591年)

### 近世から現代

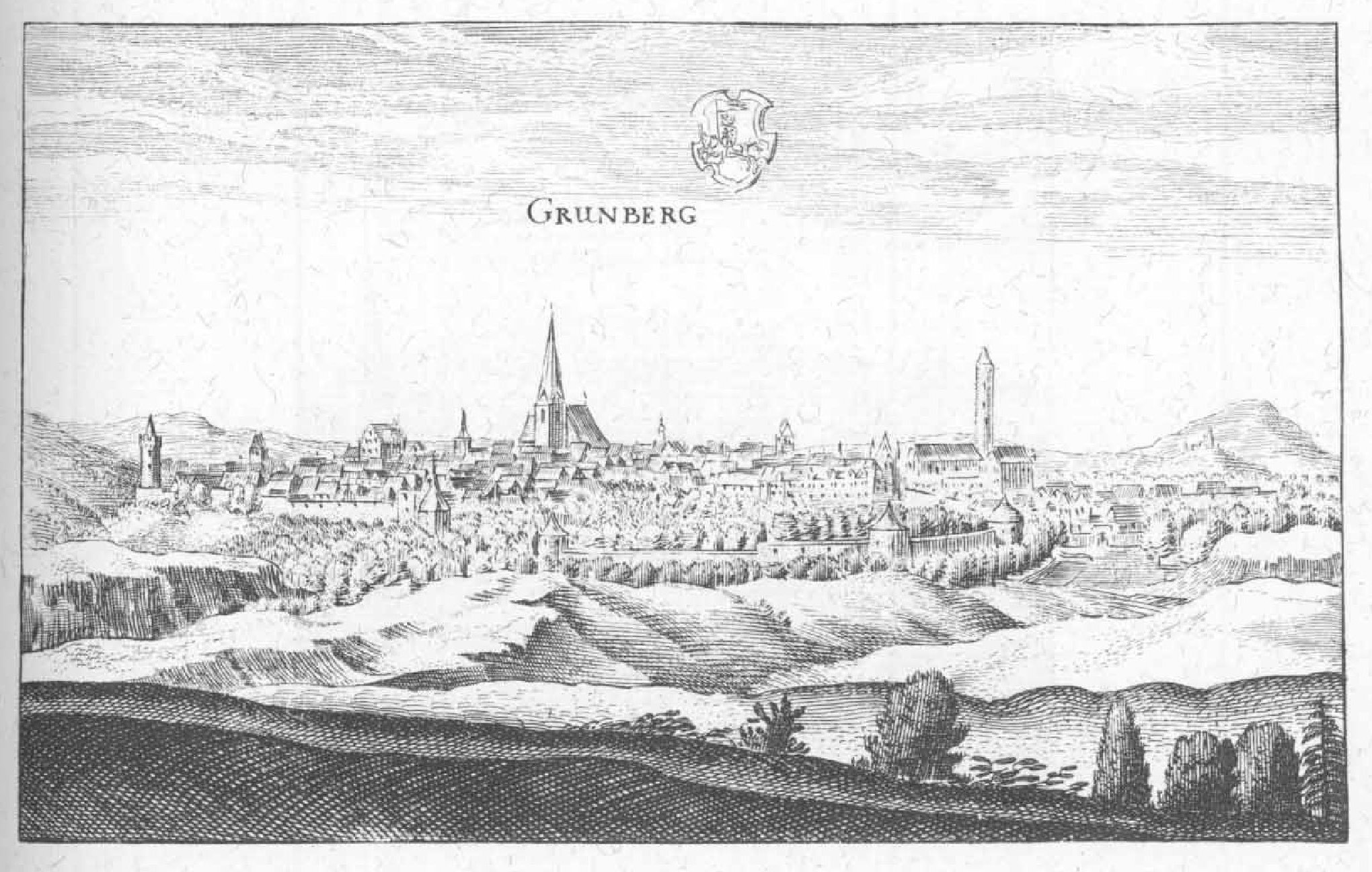
1655年に出版されたマテウス・メーリアンの銅版画に描かれたグリューンベルク

グリューンベルクも1524年から1527年までの間にルター派に改宗され、ヘッセン方伯フィリップ1世は修道院を廃止した。彼は1578年から1582年にアントニウス会修道院をエーベルト・バルデヴァインに未亡人の居館（現在の城館）に改築させた。この際、2本の美しいルネサンス様式の張り出し部が造られた。敷地内には大学が設けられた。アウグスチノ会女子修道院は市立病院となった。（2005年10月にこの建物内に民族学者テオドール・コッホ＝グリューンベルクの全コレクションを収めた市史博物館が開館した。）この頃、市はさらに2人の教師を雇い入れ、少女も初等教育を受けられるようになった。
1526年に建設された大学の建物はオーバーヘッセンで最も高い木組み建築であった。マールブルク大学はペストが流行した1542年にこの建物に疎開している。
グリューンベルクは、1567年の領邦分割によりヘッセン＝マールブルク方伯領となり、1604年にヘッセン＝ダルムシュタット方伯領となった。
1593年には 432人の市民がこの街に住んでいたが、三十年戦争とペスト禍によってわずか 220人にまで減少した。市参事会は、空き家のまま放置された家屋 100軒以上を取り壊させた。
この街は復興に長い時間を要した。政治的にも経済的にも中心地は他に移転していたため、グリューンベルクはオーバーヘッセンの典型的な農民都市に発展した。18世紀初めに建設されたバロック様式の墓地教会はこれをはっきりと示している。1816年にこのゴシック教会は倒壊したのだが、市が新しい教会堂の建設を始めたのは1846年になってからであった。この時、借金を 20年以内に半減させる賢明な計画が採られた。
19世紀になるとグリューンベルクは再びかつての重要性を回復した。1832年から1874年までグリューンベルクは郡庁所在地となった。経済基盤はもはや交易路沿いの立地ではなく、地元の手工業、特に織物と製靴業にあった。1869年、フォーゲルベルク鉄道の開通によりグリューンベルクは鉄道網に接続し、19世紀末には織布工場が進出した。
この街の都市計画については、1896年に屋内配管を含む近代的な上水道が設けられ、1913年には電灯を点す電力網が敷設された。その後数十年間で学校やプールなど、その他の公共施設が建設された。その後都市構造は保たれていたが、2度の空爆によって1945年に数多くの建物が破壊され、150人の市民が死亡した。

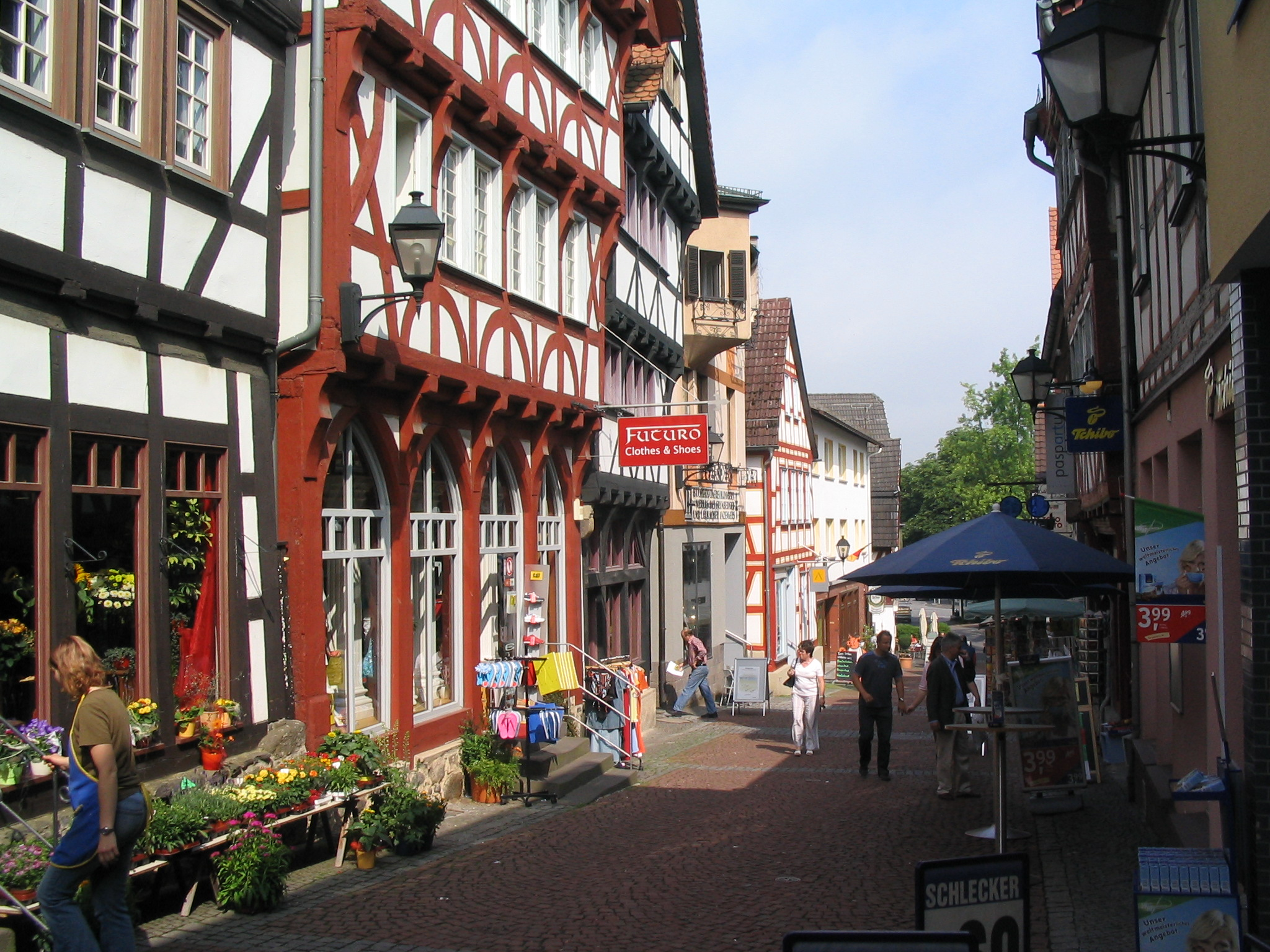
修復されたグリューンベルク旧市街

戦後 800人以上の難民や追放された人々がこの街に移り住んだため、住居が可及的速やかに建設された。その後すぐに工業地域も整備された。木組み建築が遺るグリューンベルクの旧市街は1969年以後大規模な改修工事が行われた。現在この旧市街は、緑の山の上にある、まとまった佇まいの住宅・商業地域となっている。グリューンベルクは1980年に「ヘッセンの日」の開催地となった。1983年からは、州指定のルフトクアオルト（空気の清浄な療養地）になっている。ギムナジウム教師で年代記者のカール・グラーザーは、1845年にすでにこう記述している: 「我々の街の空気は澄みきっている。人々は、ここでは何年もの間疫病が起こっていないことを知っている。ここグリューンベルクの気質は、飾り気ないが、真心がある」
ヘッセン州の地域再編に伴い、それまで独立した 13の町村がグリューンベルクと合併し、現在その市区となっている。
- 1970年12月31日: ベルタースハイン、ゲーベルンロート、クライン＝アイヒェン、ルムダ、クヴェックベルク、シュタンゲンロート、シュトックハウゼン、ヴァイクハルツハイン、ヴァイタースハイン
- 1971年2月1日: ハールバッハ、ラルデンバッハ
- 1971年12月31日: レーンハイム（これ以前はアルスフェルト郡に属していた）
- 1972年4月1日: ラインハルツハイン[5]

2007年から、市は唯一の博物館「ムゼウム・イム・シュピタール」を有している。この博物館は、グリューンベルクの市の歴史を紹介しており、本市で最も有名な人物である民俗学者テオドール・コッホ＝グリューンベルク（1872年 – 1924年）の生涯と業績を展示している。

## 行政

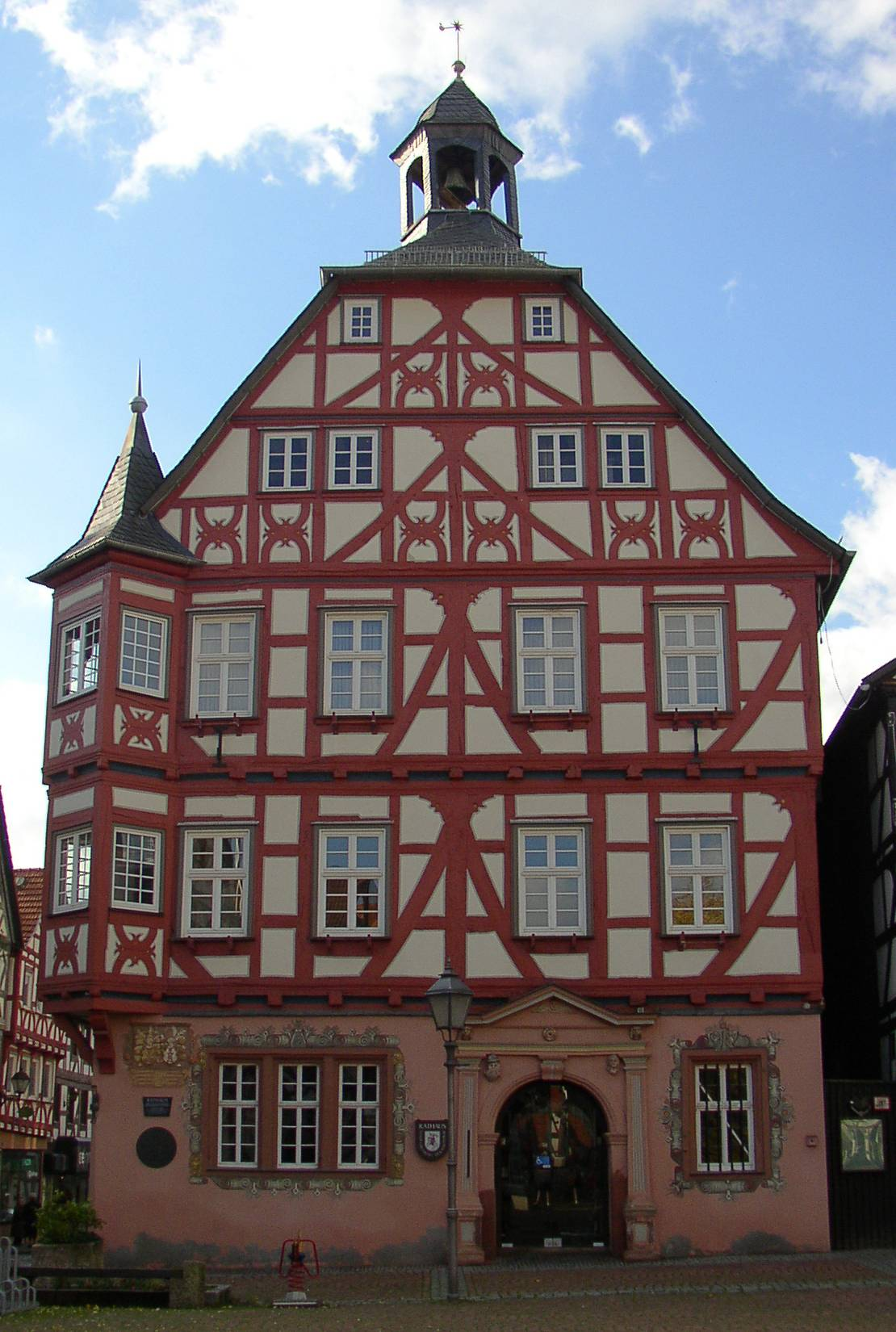
グリューンベルク市庁舎

### 議会
2011年3月27日の選挙以後、この街の市議会は 37議席で構成されている。

### 首長
フランク・イーデ (FW グリューンベルク) は2015年6月14日の選挙で 71.8 ％ の信任票を獲得した。この選挙の投票率は 36.4 % であった。彼は2015年12月2日から6年間、3期目の市長を務める予定である。

### 姉妹都市
- コンドン（フランス、ジェール県）1973年
- ムロンゴヴォ（ポーランド、ヴァルミア＝マズールィ県）1993年

## 文化と見所

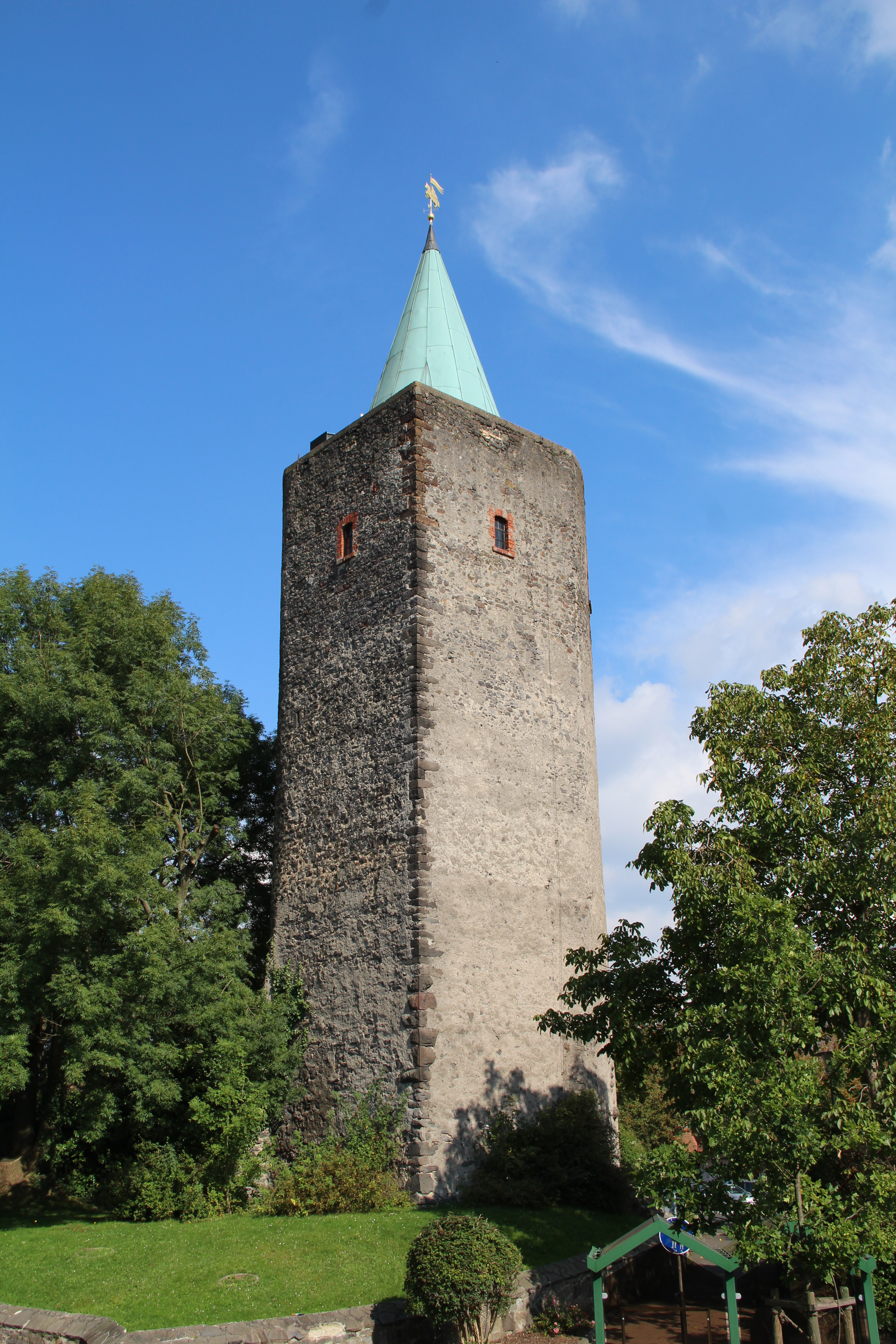
ディープス塔

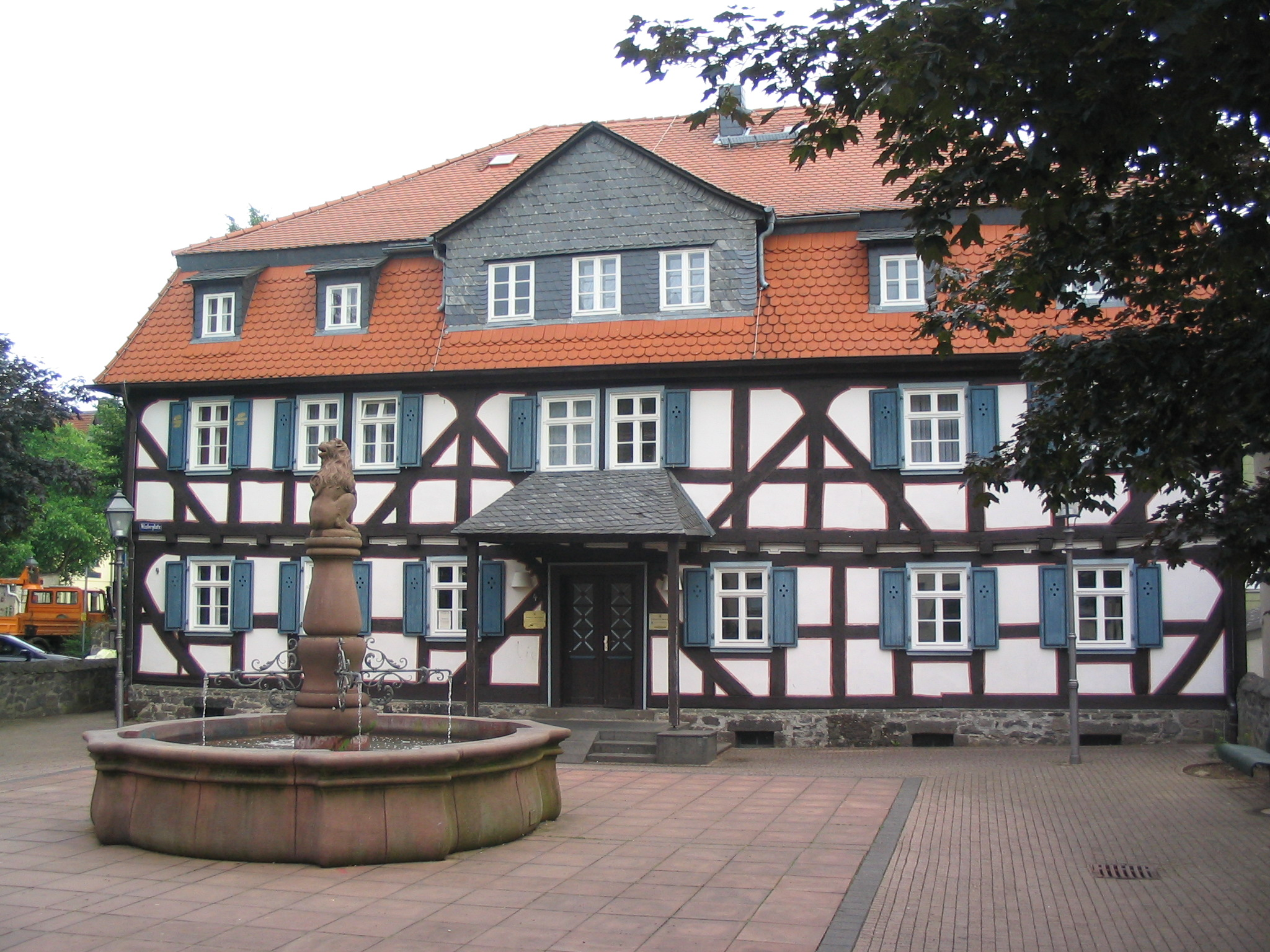
ヴィンター広場の泉とブルワリー

### 見所
- ディープス塔: この街の象徴的建造物である。1300年頃に都市防衛施設の一部として建設された。高さ 25 m。後の一時期牢獄として使われ、1895年に水道塔に改築された。市史の展示スペースが入った展望塔となっている。
- 城館: かつてのアントニウス会修道院
- 旧市街、マルクト広場: 数多くの美しいファサードが建ち並ぶ（15世紀）
- 「ブルンネングッカー」を含む市場の泉: 1500年頃まで使われていた深さ 36 m のつるべ井戸。1820年に埋められ、忘れられていたが、1980年に復元された。
- マルクト広場の市庁舎: 1586年から1587年にヘルスフェルト出身のヘルマン・リューディガーによって建設されたルネサンス建築である。1593年から市の所有となり、1階のホールはかつて市場あるいは通商スペースとして使われていた。
- 福音主義の市教会: 1816年に倒壊したマリエン教会の代わりに1846年から1853年に建設された。
- フリードリヒ・ゴットリープ・ヴェルッカー（ドイツ語版、英語版）の生家
- 監視塔: 旧市壁の前面に突き出した防衛施設
- ムゼウム・イン・シュピタール: アウグスティノ会女子修道院、施療教会
- ブルンネンタール: かつての上水道施設の中心施設。現在は2つの池と水車がある近郊保養地。水車小屋は1582年に建設されたもので、中世の上水道施設が展示されている。
- 旧鍛冶屋: ユーデンガッセ。古い、完全に復元された鍛冶職人の工房
- 跣足修道院（フランシスコ会修道院）: 1272年設立。1528年から修道士の退去のために建物が荒廃していった。遺った唯一の建物が修道士の居館で、この建物は市壁に接して建っていた。現在は文化目的で利用されている。
- ディングシュテューレ: かつての裁判所所在地で、現在は1870年から1871年の参戦者の栄誉碑がある。
- ヘーファートレンケ: ここにはかつて、市壁外の小さな集落があった。
- 大学の建造物: 1500年頃建造
- ブルワリーと獅子の泉があるヴィンター広場

- グリューンベルク市教会
- グリューンベルク施療教会
- グリューンベルクの監視塔
- ヴィンター広場の獅子の泉

## 経済と社会資本

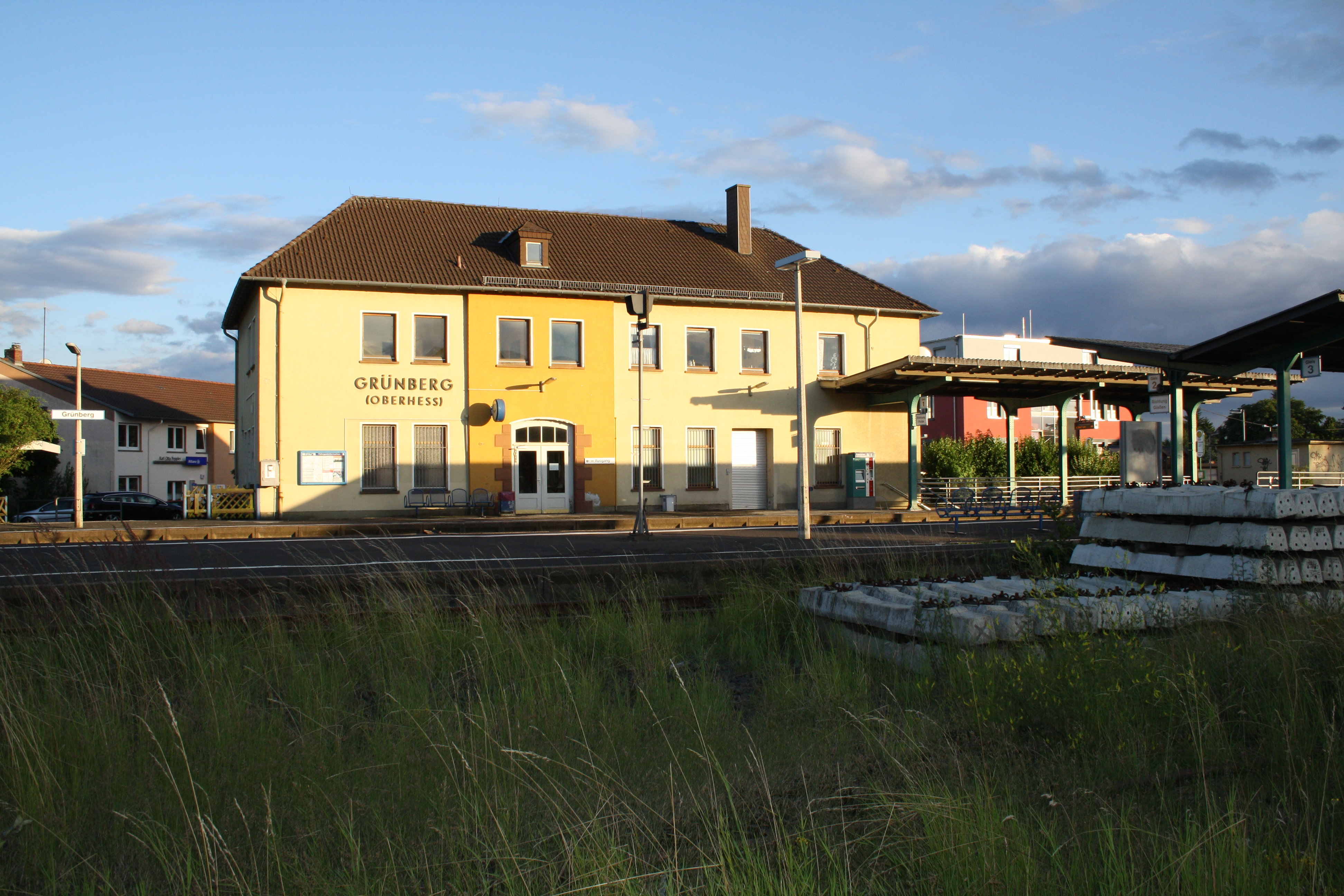
グリューンベルク駅

### 交通
グリューンベルクにはアウトバーン A5号線のインターチェンジがある。グリューンベルク、ゲーベルンロート、レーンハイム地区にはフォーゲルスベルク鉄道の駅がある。さらに中核市区は、「デ・クレーネ・グリミッヒャー」と呼ばれる市バスシステム沿いにある。この市バスシステムは、オーバーヘッセン交通協会の 71系統、72系統で構成されている。

### 教育

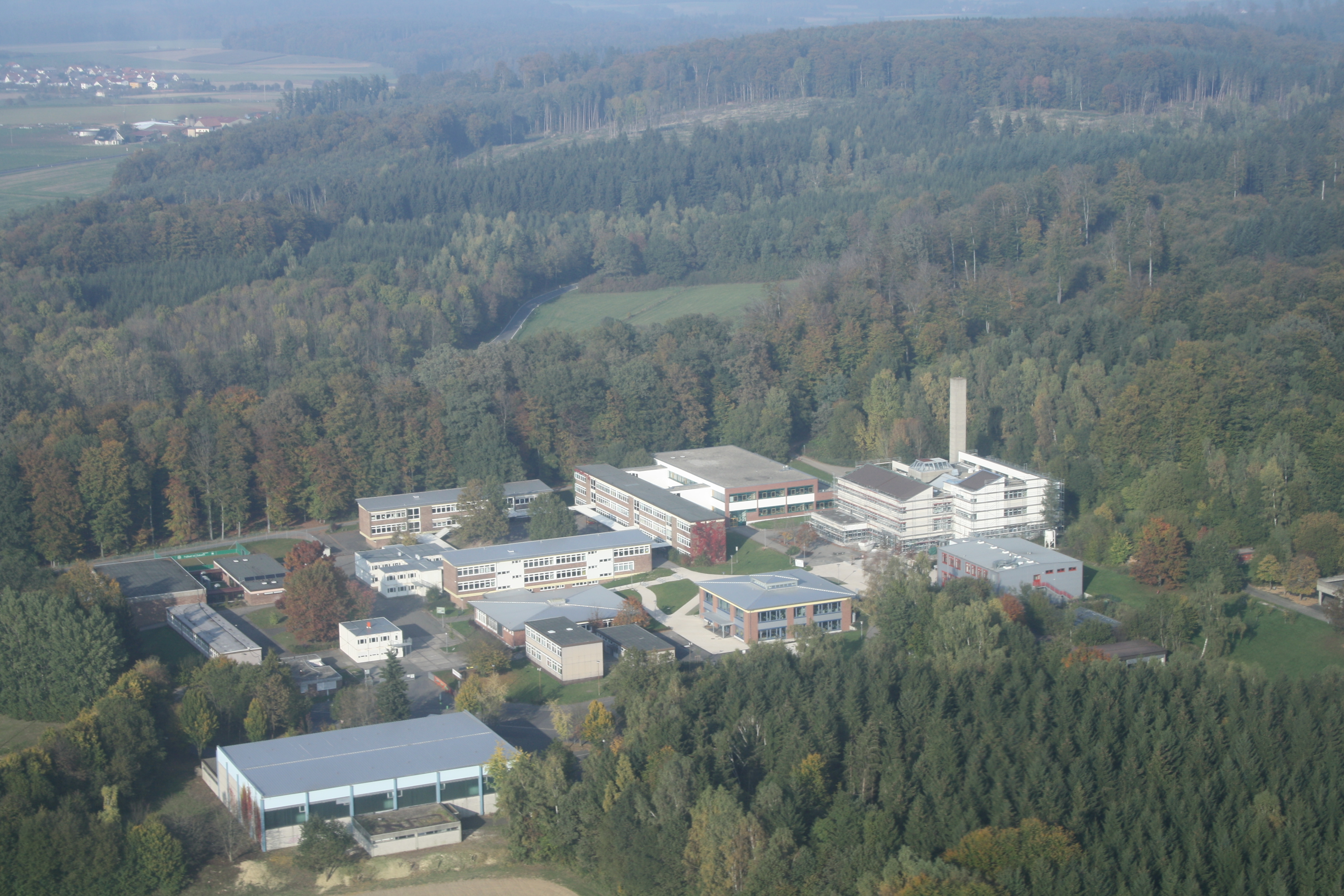
テオ＝コッホ＝シューレ・グリューンベルク

- テオ＝コッホ＝シューレ・グリューンベルク、ギムナジウム上級学年を含む統合型総合学校
- ディープシュトゥルム基礎課程学校、グリューンベルク
- ゾンネンベルク基礎課程学校、グリューンベルク＝シュタンゲンロート
- ガルスシューレ・グリューンベルク

## 人物

### 出身者
- フリードリヒ・ゴットリープ・ヴェルッカー（ドイツ語版、英語版）（1784年 - 1868年）哲学者。ギーセン、ゲッティンゲン、ボンでギリシア文学と考古学の教授を務めた。ボン大学図書館長。ヴィルヘルム・フォン・フンボルトの友人としても知られる。
- オットー・ツェックラー（1833年 - 1906年）福音主義神学者。
- テオドール・コッホ＝グリューンベルク（ドイツ語版、英語版）（1872年 - 1924年）人類学者。ブラジルで研究を行い、その地で死亡した。グリューンベルク総合学校は、彼にちなんで命名された。

### ゆかりの人物
- ハラルト・レッシュ（ドイツ語版、英語版）（1960年 - ）ルートヴィヒ・マクシミリアン大学ミュンヘンの宇宙物理学者教授、ミュンヘン哲学大学（ドイツ語版、英語版）の自然哲学教授、

## 引用
1. ↑  Hessisches Statistisches Landesamt: Bevölkerung in Hessen am 31.12.2023 (Landkreise, kreisfreie Städte und Gemeinden, Einwohnerzahlen auf Grundlage des Zensus 2011)]
2. ↑  Max Mangold, ed (2005). Duden, Aussprachewörterbuch (6 ed.). Dudenverl. p. 378. ISBN 978-3-411-04066-7
3. ↑  78. Sitzung des Fachausschusses für Kurorte Erholungsorte und Heilbrunnen in Hessen vom 15. November 2012. In: Staatszeiger für das Land Hessen. Nr. 7, 2013, ISSN 0724-7885, p. 309.
4. ↑  Historisches Ortslexikon: Grünberg（2015年6月17日 閲覧）
5. ↑  Gerstenmeier, K.-H.: Hessen. Gemeinden und Landkreise nach der Gebietsreform. Eine Dokumentation. Melsungen 1977, p. 294
6. ↑  ヘッセン州統計局: 2011年3月27日のグリューンベルク市議会議員選挙結果（2015年6月18日 閲覧）
7. ↑  ヘッセン州統計局: 2015年6月14日のグリューンベルク市長選挙結果（2015年6月18日 閲覧）